# Campeonato Sul-Americano de Atletismo de 2015 - Resultados
Esses foram os resultados do Campeonato Sul-Americano de Atletismo de 2015 que ocorreu de 12 a 14 de junho de 2015 no Estádio Viden, em Lima, no Peru. 

## Resultado masculino

### 100 metros
| Posição | Atleta          | Nacionalidade | Tempo | Notas |
| ------- | --------------- | ------------- | ----- | ----- |
| 1       | Alex Quiñónez   | Equador       | 10.61 | Q     |
| 2       | Isidro Montoya  | Colômbia      | 10.65 | Q     |
| 3       | Mateo Edward    | Panamá        | 10.70 | q     |
| 4       | Diego Rivas     | Venezuela     | 10.80 |       |
| 5       | Ángel Ayala     | Paraguai      | 10.96 |       |
| 6       | Enrique Polanco | Chile         | 11.04 |       |

| Posição | Atleta              | Nacionalidade | Tempo | Notas |
| ------- | ------------------- | ------------- | ----- | ----- |
| 1       | Ifrish Alberg       | Suriname      | 10.59 | Q     |
| 2       | Dubeiker Cedeño     | Venezuela     | 10.73 | Q     |
| 3       | José Carlos Moreira | Brasil        | 10.76 |       |
| 4       | Cristián Leguizamón | Paraguai      | 10.78 |       |
| 4       | Arthur Bruno Rojas  | Bolívia       | 10.78 |       |
| 5       | Andrés Rodríguez    | Panamá        | 11.00 |       |
| 6       | José Luis Mandros   | Peru          | 11.22 |       |

| Posição | Atleta                     | Nacionalidade | Tempo | Notas |
| ------- | -------------------------- | ------------- | ----- | ----- |
| 1       | Diego Palomeque            | Colômbia      | 10.63 | Q     |
| 2       | Gustavo Machado dos Santos | Brasil        | 10.70 | Q     |
| 3       | Danny Vanan                | Suriname      | 10.73 | q     |
| 4       | Franco Boccardo            | Chile         | 11.09 |       |
| 5       | Franklin Nazareno          | Equador       | 11.13 |       |
| 6       | Luis Iriarte               | Peru          | 11.32 |       |

| Posição           | Atleta                     | Nacionalidade | Tempo | Notas |
| ----------------- | -------------------------- | ------------- | ----- | ----- |
| Medalha de ouro   | Diego Palomeque            | Colômbia      | 10.40 |       |
| Medalha de prata  | Alex Quiñónez              | Equador       | 10.43 |       |
| Medalha de bronze | Ifrish Alberg              | Suriname      | 10.57 |       |
| 4                 | Danny Vanan                | Suriname      | 10.60 |       |
| 5                 | Mateo Edward               | Panamá        | 10.62 |       |
| 6                 | Gustavo Machado dos Santos | Brasil        | 10.68 |       |
| 7                 | Dubeiker Cedeño            | Venezuela     | 10.73 |       |
| 8                 | Isidro Montoya             | Colômbia      | 12.86 |       |

### 200 metros
| Posição | Atleta                  | Nacionalidade | Tempo | Notas |
| ------- | ----------------------- | ------------- | ----- | ----- |
| 1       | Anderson Quintero       | Equador       | 22.34 | Q     |
| 2       | Arthur Bruno Rojas      | Bolívia       | 22.35 | Q     |
| 3       | Cristián Reyes          | Chile         | 22.44 |       |
| 4       | Luis Iriarte            | Peru          | 22.88 |       |
| 5       | Aldemir da Silva Junior | Brasil        | DNS   |       |

| Posição | Atleta           | Nacionalidade | Tempo | Notas |
| ------- | ---------------- | ------------- | ----- | ----- |
| 1       | Diego Palomeque  | Colômbia      | 21.56 | Q     |
| 2       | Álvaro Cassiani  | Venezuela     | 21.62 | Q     |
| 3       | Virgilio Griggs  | Panamá        | 21.77 | q     |
| 4       | John Zavala      | Paraguai      | 22.47 |       |
| 5       | Jhonatan Grandez | Peru          | 22.74 |       |

| Posição | Atleta           | Nacionalidade | Tempo | Notas     |
| ------- | ---------------- | ------------- | ----- | --------- |
| 1       | Alex Quiñónez    | Equador       | 21.23 | Q         |
| 2       | Arturo Deliser   | Panamá        | 21.33 | Q         |
| 3       | José Meléndez    | Venezuela     | 21.37 | q         |
| 4       | Jurgen Themen    | Suriname      | 22.11 |           |
| 5       | Andrés Rodríguez | Panamá        | 22.11 | convidado |
| 5       | Sergio Germaín   | Chile         | 22.24 |           |

| Posição           | Atleta             | Nacionalidade | Tempo | Notas |
| ----------------- | ------------------ | ------------- | ----- | ----- |
| Medalha de ouro   | Alex Quiñónez      | Equador       | 20.76 |       |
| Medalha de prata  | Diego Palomeque    | Colômbia      | 21.15 |       |
| Medalha de bronze | Arturo Deliser     | Panamá        | 21.25 |       |
| 4                 | José Meléndez      | Venezuela     | 21.29 |       |
| 5                 | Álvaro Cassiani    | Venezuela     | 21.42 |       |
| 6                 | Virgilio Griggs    | Panamá        | 21.65 |       |
| 7                 | Arthur Bruno Rojas | Bolívia       | 21.87 |       |
| 8                 | Anderson Quintero  | Equador       | DNS   |       |

### 400 metros
| Posição | Atleta            | Nacionalidade | Tempo | Noteas |
| ------- | ----------------- | ------------- | ----- | ------ |
| 1       | Alberth Bravo     | Venezuela     | 47.60 | Q      |
| 2       | Carlos Lemos      | Colômbia      | 47.84 | Q      |
| 3       | Jonathan da Silva | Brasil        | 48.05 | Q      |
| 4       | Edmundo Díaz      | Peru          | 48.36 |        |
| 5       | Luis Hassan       | Panamá        | 48.67 |        |
| 6       | Bryan Erazo       | Peru          | 48.68 |        |

| Posição | Atleta            | Nacionalidade | Tempo | Notas |
| ------- | ----------------- | ------------- | ----- | ----- |
| 1       | Hederson Estefani | Brasil        | 46.17 | Q     |
| 2       | Freddy Mezones    | Venezuela     | 46.48 | Q     |
| 3       | Sergio Germaín    | Chile         | 47.56 | Q     |
| 4       | Joel Lynch        | Panamá        | 47.59 | q     |
| 5       | Martín Tagle      | Chile         | 48.23 | q     |
| 6       | Fernando Copa     | Bolívia       | 49.21 |       |

| Posição           | Atleta            | Nacionalidade | Tempo | Notas |
| ----------------- | ----------------- | ------------- | ----- | ----- |
| Medalha de ouro   | Alberth Bravo     | Venezuela     | 45.26 |       |
| Medalha de prata  | Hederson Estefani | Brasil        | 45.57 |       |
| Medalha de bronze | Freddy Mezones    | Venezuela     | 45.67 |       |
| 4                 | Carlos Lemos      | Colômbia      | 46.29 |       |
| 5                 | Joel Lynch        | Panamá        | 46.64 |       |
| 6                 | Sergio Germaín    | Chile         | 46.87 |       |
| 7                 | Martín Tagle      | Chile         | 47.70 |       |
| 8                 | Jonathan da Silva | Brasil        | 48.12 |       |

### 800 metros
Final – 14 de junho 10:00h
| Posição           | Atleta                  | Nacionalidade | Tempo   | Notas |
| ----------------- | ----------------------- | ------------- | ------- | ----- |
| Medalha de ouro   | Rafith Rodríguez        | Colômbia      | 1:46.48 |       |
| Medalha de prata  | Lucirio Antonio Garrido | Venezuela     | 1:47.83 |       |
| Medalha de bronze | Jhon Sinisterra         | Colômbia      | 1:48.50 |       |
| 4                 | Javier Marmo            | Uruguai       | 1:49.16 |       |
| 5                 | Alejandro Peirano       | Chile         | 1:49.27 |       |
| 6                 | Williams García         | Peru          | 1:49.35 |       |
| 7                 | Aquiles Zúñiga          | Chile         | 1:51.31 |       |
| 8                 | Kevin Angulo            | Equador       | 1:52.95 |       |
| 9                 | Edmundo Díaz            | Peru          | 1:57.79 |       |
| 10                | Joseph Acevedo          | Panamá        | DNF     |       |
| 11                | Eduardo Gregorio        | Uruguai       | DNS     |       |

### 1.500 metros
Final – 13 de junho 16:50h
| Posição           | Atleta              | Nacionalidade | Tempo   | Notas |
| ----------------- | ------------------- | ------------- | ------- | ----- |
| Medalha de ouro   | Carlos Martín Díaz  | Chile         | 3:40.79 |       |
| Medalha de prata  | Federico Bruno      | Argentina     | 3:42.21 |       |
| Medalha de bronze | Gerar Giraldo       | Colômbia      | 3:42.38 |       |
| 4                 | Freddy Espinosa     | Colômbia      | 3:43.19 |       |
| 5                 | Javier Carriqueo    | Argentina     | 3:46.31 |       |
| 6                 | Kevin Angulo        | Equador       | 3:46.72 |       |
| 7                 | Javier Marmo        | Uruguai       | 3:47.59 |       |
| 8                 | Jean Carlos Machado | Brasil        | 3:50.46 |       |
| 9                 | Ariel Méndez        | Chile         | 3:52.67 |       |
| 10                | Walter Nina         | Peru          | 3:56.90 |       |
| 11                | Eduardo Gregorio    | Uruguai       | 4:02.27 |       |
| 12                | Joseph Acevedo      | Panamá        | 4:02.74 |       |

### 5.000 metros
Final – 12 de junho 17:00h
| Posição           | Atleta                   | Nacionalidade | Tempo    | Notas |
| ----------------- | ------------------------ | ------------- | -------- | ----- |
| Medalha de ouro   | Víctor Aravena           | Chile         | 14:06.14 |       |
| Medalha de prata  | Federico Bruno           | Argentina     | 14:06.25 |       |
| Medalha de bronze | Byron Piedra             | Equador       | 14:08.84 |       |
| 4                 | José Luis Rojas          | Peru          | 14:11.27 |       |
| 5                 | Mauricio González        | Colômbia      | 14:11.73 |       |
| 6                 | David Benedito de Macedo | Brasil        | 14:12.67 |       |
| 7                 | Matías Silva             | Chile         | 14:12.85 |       |
| 8                 | Daniel Toroya            | Bolívia       | 14:18.52 |       |
| 9                 | Iván González            | Colômbia      | 14:20.04 |       |
| 10                | Wily Canchanya           | Peru          | 14:48.00 |       |
| 11                | César Paul Pilaluisa     | Equador       | 14:49.57 |       |
| 12                | Javier Carriqueo         | Argentina     | DNF      |       |
| 13                | Pablo Gardiol            | Uruguai       | DNF      |       |

### 10.000 metros
Final – 14 de junho 9:00h
| Posição           | Atleta                   | Nacionalidade | Tempo    | Notas |
| ----------------- | ------------------------ | ------------- | -------- | ----- |
| Medalha de ouro   | Byron Piedra             | Equador       | 28:30.80 |       |
| Medalha de prata  | Mauricio González        | Colômbia      | 28:33.53 |       |
| Medalha de bronze | Luis Ostos               | Peru          | 28:43.10 |       |
| 4                 | Javier Guarín            | Colômbia      | 28:46.69 |       |
| 5                 | David Benedito de Macedo | Brasil        | 29:28.92 |       |
| 6                 | Yerson Orellana          | Peru          | 29:36.13 |       |
| 7                 | Leslie Encina            | Chile         | 30:12.56 |       |
| 8                 | Roberto Echeverría       | Chile         | 30:36.69 |       |
| 9                 | Nicolás Cuestas          | Uruguai       | 30:36.92 |       |
| 10                | César Paul Pilaluisa     | Equador       | 30:51.69 |       |
| 11                | Martín Cuestas           | Uruguai       | 32:36.40 |       |
| 12                | Daniel Toroya            | Bolívia       | DNF      |       |
| 13                | Derlis Ayala             | Paraguai      | DNS      |       |
| 14                | Giovani dos Santos       | Brasil        | DNS      |       |

### 110 metros barreiras
| Posição | Atleta             | Nacionalidade | Tempo | Notas |
| ------- | ------------------ | ------------- | ----- | ----- |
| 1       | Eder Antonio Souza | Brasil        | 13.90 | Q     |
| 2       | Javier McFarlane   | Peru          | 14.19 | Q     |
| 3       | Jeyson Rivas       | Colômbia      | 14.36 | Q     |
| 4       | Diego Delmónaco    | Chile         | 14.59 | q     |
| 5       | Víctor Arancibia   | Chile         | 14.72 | q     |

| Posição | Atleta                 | Nacionalidade | Tempo | Notas |
| ------- | ---------------------- | ------------- | ----- | ----- |
| 1       | João Vitor de Oliveira | Brasil        | 13.92 | Q     |
| 2       | Jorge McFarlane        | Peru          | 14.13 | Q     |
| 3       | Agustín Carrera        | Argentina     | 14.19 | Q     |
| 4       | Williams Ríos          | Panamá        | 14.84 |       |
| 5       | Cristián Alzate        | Colômbia      | DNF   |       |

| Posição           | Atleta                 | Nacionalidade | Tempo | Notas |
| ----------------- | ---------------------- | ------------- | ----- | ----- |
| Medalha de ouro   | João Vitor de Oliveira | Brasil        | 13.96 |       |
| Medalha de prata  | Jorge McFarlane        | Peru          | 13.99 |       |
| Medalha de bronze | Javier McFarlane       | Peru          | 14.00 |       |
| 4                 | Eder Antonio Souza     | Brasil        | 14.07 |       |
| 5                 | Jeyson Rivas           | Colômbia      | 14.21 |       |
| 6                 | Agustín Carrera        | Argentina     | 14.54 |       |
| 7                 | Diego Delmónaco        | Chile         | 14.63 |       |
| 8                 | Víctor Arancibia       | Chile         | 15.07 |       |

### 400 metros barreiras
Final – 13 de junho 15:50h
| Posição           | Atleta                    | Nacionalidade | Tempo | Notas |
| ----------------- | ------------------------- | ------------- | ----- | ----- |
| Medalha de ouro   | Andrés Silva              | Uruguai       | 49.43 |       |
| Medalha de prata  | Hederson Estefani         | Brasil        | 49.54 |       |
| Medalha de bronze | Víctor Solarte            | Venezuela     | 50.83 |       |
| 4                 | Jeyson Rivas              | Colômbia      | 50.88 |       |
| 5                 | Yeferson Valencia         | Colômbia      | 51.45 |       |
| 6                 | Lucirio Fransisco Garrido | Venezuela     | 51.88 |       |
| 7                 | Emersón Chalá             | Equador       | 52.51 |       |
| 8                 | Nickols Yarmas            | Peru          | 54.37 |       |

### 3.000 metros com obstáculos
Final – 14 de junho 12:10h
| Posição           | Atleta              | Nacionalidade | Tempo   | Notas |
| ----------------- | ------------------- | ------------- | ------- | ----- |
| Medalha de ouro   | Gerar Giraldo       | Colômbia      | 8:29.53 |       |
| Medalha de prata  | Mauricio Valdivia   | Chile         | 8:40.28 |       |
| Medalha de bronze | Enzo Yáñez          | Chile         | 8:43.28 |       |
| 4                 | Camilo Camargo      | Colômbia      | 8:47.20 |       |
| 5                 | Jean Carlos Machado | Brasil        | 8:53.37 |       |
| 6                 | Mario Bazán         | Peru          | 8:54.27 |       |
| 7                 | Joaquín Arbe        | Argentina     | 9:00.35 |       |
| 8                 | Walter Nina         | Peru          | 9:00.73 |       |
| 9                 | Marvin Blanco       | Venezuela     | 9:12.03 |       |

### Revezamento 4x100 m
Final – 13 de junho 18:40h
| Posição           | Nacionalidade | Atletas                                                           | Tempo | Notas |
| ----------------- | ------------- | ----------------------------------------------------------------- | ----- | ----- |
| Medalha de ouro   | Equador       | Anderson Quintero Jhon Valencia Franklin Nazareno Alex Quiñónez   | 39.94 |       |
| Medalha de prata  | Venezuela     | Diego Rivas Arturo Ramírez Álvaro Cassiani Dubeiker Cedeño        | 40.19 |       |
| Medalha de bronze | Colômbia      | Yeferson Valencia Diego Palomeque Jeyson Rivas Carlos Lemos       | 40.80 |       |
| 4                 | Paraguai      | John Zavala Fredy Maidana Cristián Leguizamón Ángel Ayala         | 41.26 |       |
| 5                 | Peru          | Daniel Caballero Jhonatan Grandez Frank Sánchez José Luis Mandros | 41.88 |       |
| 6                 | Chile         | Sebastián Valdivia Enzo Faulbaum Enrique Polanco Franco Boccardo  | DNF   |       |

### Revezamento 4x400 m
Final – 14 de junho 13:00h
| Posição           | Nacionalidade | Atletas                                                    | Tempo   | Notas |
| ----------------- | ------------- | ---------------------------------------------------------- | ------- | ----- |
| Medalha de ouro   | Venezuela     | Alberth Bravo José Meléndez Alberto Aguilar Freddy Mezones | 3:04.96 |       |
| Medalha de prata  | Chile         | Martín Tagle Sergio Aldea Sergio Germaín Enzo Faulbaum     | 3:10.32 |       |
| Medalha de bronze | Peru          | Bryan Erazo Williams García Luis Saavedra Paulo Herrera    | 3:14.64 |       |

### 20 km marcha atlética
Final – 12 de junho 7:30h
| Posição           | Atleta           | Nacionalidade | Tempo      | Notas     |
| ----------------- | ---------------- | ------------- | ---------- | --------- |
| Medalha de ouro   | Pavel Chihuán    | Peru          | 1:23:34.00 |           |
| Medalha de prata  | Juan Manuel Cano | Argentina     | 1:23:56.00 |           |
| Medalha de bronze | Mauricio Arteaga | Equador       | 1:24:18.00 |           |
| 4                 | Daniel Pintado   | Equador       | 1:25:25.00 | convidado |
| 4                 | Paolo Yurivilca  | Peru          | 1:26:27.00 |           |
| 5                 | Yerko Araya      | Chile         | DSQ        |           |
| 6                 | Iván Garrido     | Colômbia      | DSQ        |           |
| 7                 | Richard Vargas   | Venezuela     | DNF        |           |
| 8                 | Rolando Saquipay | Equador       | DNF        |           |
| 9                 | José Montaña     | Colômbia      | DNF        |           |

### Salto em altura
Final – 12 de junho 15:00h
| Posição           | Atleta                 | Nacionalidade | Tentativa | Tentativa | Tentativa | Tentativa | Tentativa | Tentativa | Tentativa | Tentativa | Tentativa | Resultado | Notas |
| Posição           | Atleta                 | Nacionalidade | 1.95      | 2.00      | 2.05      | 2.10      | 2.13      | 2.16      | 2.19      | 2.22      | 2.25      | Resultado | Notas |
| ----------------- | ---------------------- | ------------- | --------- | --------- | --------- | --------- | --------- | --------- | --------- | --------- | --------- | --------- | ----- |
| Medalha de ouro   | Fernando Ferreira      | Brasil        | -         | -         | -         | xo        | o         | o         | xo        | xo        | xxx       | 2.22      |       |
| Medalha de prata  | Talles Frederico Silva | Brasil        | -         | -         | -         | o         | -         | xxo       | xxo       | xxo       | xxx       | 2.22      |       |
| Medalha de bronze | Alexander Bowen        | Panamá        | -         | -         | xo        | o         | xx-       | --        | xo        | xx        |           | 2.19      |       |
| 4                 | Eure Yánez             | Venezuela     | -         | -         | -         | o         | o         | -         | xx        |           |           | 2.13      |       |
| 5                 | Arturo Chávez          | Peru          | -         | -         | o         | xo        | -         | xx        |           |           |           | 2.10      |       |
| 6                 | Carlos Layoy           | Argentina     | -         | -         | o         | x         | xx        |           |           |           |           | 2.05      |       |
| 7                 | Daniel Cortés          | Colômbia      | -         | xo        | o         | xx        |           |           |           |           |           | 2.05      |       |
| 8                 | Henry Edmond           | Panamá        | -         | xxo       | xo        | xxx       |           |           |           |           |           | 2.05      |       |
| 9                 | Jan Westreicher        | Peru          | xo        | x-        | xx        |           |           |           |           |           |           | 1.95      |       |
| 10                | Diego Ferrín           | Equador       | -         | -         | xx        |           |           |           |           |           |           | NH        |       |

### Salto com vara
Final – 12 de junho 10:00h
| Posição           | Atleta                             | Nacionalidade | Tentativa | Tentativa | Tentativa | Tentativa | Tentativa | Tentativa | Tentativa | Tentativa | Tentativa | Resultado | Notas |
| Posição           | Atleta                             | Nacionalidade | 4.60      | 4.70      | 4.80      | 5.00      | 5.20      | 5.30      | 5.50      | 5.70      | 5.80      | Resultado | Notas |
| ----------------- | ---------------------------------- | ------------- | --------- | --------- | --------- | --------- | --------- | --------- | --------- | --------- | --------- | --------- | ----- |
| Medalha de ouro   | Germán Chiaraviglio                | Argentina     | -         | -         | -         | -         | -         | xo        | o         | xo        | xxx       | 5.70      |       |
| Medalha de prata  | Daniel Zupeuc                      | Chile         | o         | -         | o         | xxo       | xxx       |           |           |           |           | 5.00      |       |
| Medalha de bronze | José Gutiérrez                     | Peru          | o         | xxo       | xxx       |           |           |           |           |           |           | 4.70      |       |
| 4                 | Javier León                        | Peru          | xo        | xxx       |           |           |           |           |           |           |           | 4.60      |       |
| 5                 | Felipe Fuentes                     | Chile         | xxx       |           |           |           |           |           |           |           |           | NH        |       |
| 6                 | José Rodolfo Pacho                 | Equador       | -         | -         | -         | xxx       |           |           |           |           |           | NH        |       |
| 7                 | Augusto Dutra da Silva de Oliveira | Brasil        | -         | -         | -         | -         | -         | -         | xx        |           |           | NH        |       |

### Salto em comprimento
Final – 13 de junho 16:00h
| Posição           | Atleta                  | Nacionalidade | Tentativa | Tentativa | Tentativa | Tentativa | Tentativa | Tentativa | Resultado | Notas |
| Posição           | Atleta                  | Nacionalidade | 1         | 2         | 3         | 4         | 5         | 6         | Resultado | Notas |
| ----------------- | ----------------------- | ------------- | --------- | --------- | --------- | --------- | --------- | --------- | --------- | ----- |
| Medalha de ouro   | Emiliano Lasa           | Uruguai       | 7.71      | 7.96      | x         | 8.09      | x         | x         | 8.09      |       |
| Medalha de prata  | Diego Hernández         | Venezuela     | 7.62      | x         | 7.26      | 7.47      | 7.61      | 7.91      | 7.91      |       |
| Medalha de bronze | Mauro Vinícius da Silva | Brasil        | 7.81      | x         | 7.38      | x         | 7.70      | 7.66      | 7.81      |       |
| 4                 | Jorge McFarlane         | Peru          | 7.49      | 7.58      | 7.60      | 7.51      | x         | 7.57      | 7.60      |       |
| 5                 | Daniel Pineda           | Chile         | 7.49      | 7.52      | 7.43      | 7.46      | x         | 7.52      | 7.52      |       |
| 6                 | Álvaro Cortez           | Chile         | 7.17      | 7.44      | 7.35      | x         | 7.24      | x         | '7.44     |       |
| 7                 | Juan Mosquera           | Panamá        | 7.27      | 7.42      | 7.39      | 7.30      | 7.02      | x         | 7.42      |       |
| 8                 | Quincy Breell           | Aruba         | 6.95      | x         | 7.30      | 7.22      | 7.24      | 7.11      | 7.30      |       |

### Salto triplo
Final – 14 de junho 11:30h
| Posição           | Atleta              | Nacionalidade | Tentativa | Tentativa | Tentativa | Tentativa | Tentativa | Tentativa | Resultado | Notas |
| Posição           | Atleta              | Nacionalidade | 1         | 2         | 3         | 4         | 5         | 6         | Resultado | Notas |
| ----------------- | ------------------- | ------------- | --------- | --------- | --------- | --------- | --------- | --------- | --------- | ----- |
| Medalha de ouro   | Jhon Murillo        | Colômbia      | 16.33     | 16.55     | 16.42     | 16.44     | -         | x         | 16.55     |       |
| Medalha de prata  | Jefferson Sabino    | Brasil        | 16.34     | x         | 16.17     | 15.84     | 16.07     | 16.20     | 16.34     |       |
| Medalha de bronze | Divier Murillo      | Colômbia      | 15.49     | 16.00     | 16.34     | 15.89     | x         | -         | 16.34     |       |
| 4                 | Álvaro Cortez       | Chile         | 15.64     | 15.73     | 16.00     | 15.96     | 15.71     | 15.48     | 16.00     |       |
| 5                 | Jean Cassimiro Rosa | Brasil        | 15.56     | x         | -         | -         | -         | -         | 15.56     |       |
| 6                 | Maximiliano Díaz    | Argentina     | 15.19     | x         | 15.11     | x         | 14.80     | 15.36     | 15.36     |       |
| 7                 | Roy Martínez        | Venezuela     | x         | 15.22     | 15.24     | x         | 15.19     | 15.07     | 15.24     |       |
| 8                 | Hugo Chila          | Equador       | 15.02     | x         | 13.11     | -         | -         | -         | 15.02     |       |

### Arremesso de peso
Final – 13 de junho 10:00h
| Posição           | Atleta                    | Nacionalidade | Tentativa | Tentativa | Tentativa | Tentativa | Tentativa | Tentativa | Resultado | Notas |
| Posição           | Atleta                    | Nacionalidade | 1         | 2         | 3         | 4         | 5         | 6         | Resultado | Notas |
| ----------------- | ------------------------- | ------------- | --------- | --------- | --------- | --------- | --------- | --------- | --------- | ----- |
| Medalha de ouro   | Germán Lauro              | Argentina     | 19.90     | 20.51     | x         | x         | 20.77     | 20.33     | 20.77     |       |
| Medalha de prata  | Darlan Romani             | Brasil        | x         | x         | 18.73     | 19.29     | 19.19     | 20.32     | 20.32     |       |
| Medalha de bronze | Nelson Henrique Fernandes | Brasil        | 16.87     | 17.05     | 18.04     | x         | 17.21     | 18.28     | 18.28     |       |
| 4                 | Josnner Ortiz             | Venezuela     | 15.80     | 16.75     | x         | x         | 16.82     | 17.38     | 17.38     |       |
| 5                 | Aldo González             | Bolívia       | x         | 16.78     | 17.22     | 16.94     | x         | 16.88     | 17.22     |       |
| 6                 | Matías López              | Chile         | 16.79     | 15.95     | 16.61     | 15.52     | x         | x         | 16.79     |       |
| 7                 | Maximiliano Alonso        | Chile         | 16.50     | 16.65     | 16.21     | 16.78     | 16.49     | 16.66     | 16.78     |       |
| 8                 | Santiago Espín            | Equador       | 15.76     | 15.90     | 16.49     | 15.66     | 15.94     | 16.33     | 16.49     |       |
|                   |                           |               |           |           |           |           |           |           |           |       |
| 9                 | Jesús Enrique Parejo      | Venezuela     | 15.51     | x         | 15.00     |           |           |           | 15.51     |       |

### Lançamento de disco
Final – 12 de junho 10:00h
| Posição           | Atleta               | Nacionalidade | Tentativa | Tentativa | Tentativa | Tentativa | Tentativa | Tentativa | Resultado | Notas |
| Posição           | Atleta               | Nacionalidade | 1         | 2         | 3         | 4         | 5         | 6         | Resultado | Notas |
| ----------------- | -------------------- | ------------- | --------- | --------- | --------- | --------- | --------- | --------- | --------- | ----- |
| Medalha de ouro   | Mauricio Ortega      | Colômbia      | 57.54     | 59.68     | 61.18     | 61.36     | 60.48     | 60.45     | 61.36     |       |
| Medalha de prata  | Ronald Julião        | Brasil        | 55.41     | 57.09     | x         | 58.26     | 59.80     | 59.24     | 59.80     |       |
| Medalha de bronze | Juan Caicedo         | Equador       | 52.57     | 54.88     | x         | x         | 53.44     | x         | 54.88     |       |
| 4                 | Jesús Enrique Parejo | Venezuela     | 52.70     | 54.04     | 51.60     | 53.52     | 54.26     | 50.33     | 54.26     |       |
| 5                 | Maximiliano Alonso   | Chile         | x         | x         | 52.20     | x         | 50.26     | x         | 52.20     |       |
| 6                 | Eduardo Quintero     | Equador       | 48.80     | x         | x         | 49.89     | x         | 43.72     | 49.89     |       |
| 7                 | Stefano Paz          | Peru          | x         | 41.36     | x         | 40.26     | x         | x         | 41.36     |       |

### Lançamento de martelo
Final – 14 de junho 9:00h
| Posição           | Atleta              | Nacionalidade | Tentativa | Tentativa | Tentativa | Tentativa | Tentativa | Tentativa | Resultado | Notas |
| Posição           | Atleta              | Nacionalidade | 1         | 2         | 3         | 4         | 5         | 6         | Resultado | Notas |
| ----------------- | ------------------- | ------------- | --------- | --------- | --------- | --------- | --------- | --------- | --------- | ----- |
| Medalha de ouro   | Wagner Domingos     | Brasil        | x         | 71.47     | 70.18     | x         | 70.14     | 70.57     | 71.47     |       |
| Medalha de prata  | Allan Wolski        | Brasil        | 68.66     | 67.84     | 68.14     | 69.13     | 69.82     | 68.53     | 69.82     |       |
| Medalha de bronze | Juan Cerra          | Argentina     | x         | 66.07     | 65.61     | x         | 67.70     | 67.23     | 67.70     |       |
| 4                 | Humberto Mansilla   | Chile         | x         | 66.66     | x         | 65.51     | 66.06     | 66.83     | 66.83     |       |
| 5                 | Elias Mauricio Díaz | Colômbia      | x         | 64.83     | x         | 62.41     | x         | x         | 64.83     |       |
| 6                 | Roberto Sáez        | Chile         | 62.83     | 61.56     | 56.92     | 60.36     | 61.15     | 64.06     | 64.06     |       |
| 7                 | Alexander Quailey   | Venezuela     | 59.62     | 57.52     | 61.48     | x         | 56.69     | 58.62     | 61.48     |       |
| 8                 | Joseph Melgar       | Peru          | 54.32     | 58.89     | 57.42     | 56.72     | x         | 58.71     | 58.89     |       |

### Lançamento de dardo
Final – 12 de junho 15:00h
| Posição           | Atleta                  | Nacionalidade | Tentativa | Tentativa | Tentativa | Tentativa | Tentativa | Tentativa | Resultado | Notas |
| Posição           | Atleta                  | Nacionalidade | 1         | 2         | 3         | 4         | 5         | 6         | Resultado | Notas |
| ----------------- | ----------------------- | ------------- | --------- | --------- | --------- | --------- | --------- | --------- | --------- | ----- |
| Medalha de ouro   | Júlio César de Oliveira | Brasil        | 77.06     | 77.40     | 79.25     | 79.57     | 78.41     | 81.22     | 81.22     |       |
| Medalha de prata  | Braian Toledo           | Argentina     | 75.16     | 79.34     | x         | 75.12     | x         | 77.58     | 79.34     |       |
| Medalha de bronze | Arley Ibargüen          | Colômbia      | 70.87     | 75.47     | x         | -         | -         | -         | 75.47     |       |
| 4                 | Jaime Dayron Márquez    | Colômbia      | 72.38     | x         | x         | 72.93     | 70.74     | 74.10     | 74.10     |       |
| 5                 | Larson Díaz             | Paraguai      | x         | 67.99     | x         | 68.60     | 70.52     | 67.51     | 70.52     |       |
| 6                 | Víctor Fatecha          | Paraguai      | 66.95     | 68.00     | 67.49     | x         | 68.14     | 68.72     | 68.72     |       |
| 7                 | José Orlando Escobar    | Equador       | 61.83     | 66.49     | 66.77     | x         | 64.19     | 64.22     | 66.77     |       |
| 8                 | Santiago de la Fuente   | Chile         | 56.02     | 60.17     | x         | x         | 60.23     | 64.84     | 64.84     |       |

### Decatlo
Final – 13 de junho 18:00h
| Pos.              | Atleta                 | Nacionalidade | 100 m               | SD                 | AP           | SA          | 400 m        | 110 m C/B    | AD           | SV          | LD           | 1500 m         | PG   | Notas |
| ----------------- | ---------------------- | ------------- | ------------------- | ------------------ | ------------ | ----------- | ------------ | ------------ | ------------ | ----------- | ------------ | -------------- | ---- | ----- |
| Medalha de ouro   | Luiz Alberto de Araújo | Brasil        | 11.03 (-1.4) 854pts | 6.99 (-1.3) 811pts | 14.94 786pts | 1.94 749pts | 49.63 832pts | 14.44 918pts | 44.76 762pts | 4.80 849pts | 52.01 618pts | 4:49.82 620pts | 7799 |       |
| Medalha de prata  | Georni Jaramillo       | Venezuela     | 11.05 (-1.4) 850pts | 7.38 (1.0) 905pts  | 14.30 747pts | 1.88 696pts | 50.70 783pts | 14.43 920pts | 42.09 707pts | 4.20 673pts | 55.31 668pts | 5:09.81 505pts | 7454 |       |
| Medalha de bronze | Óscar Campos           | Venezuela     | 11.26 (-1.4) 804pts | 6.61 (-2.5) 723pts | 12.45 634pts | 1.70 544pts | 51.19 761pts | 15.46 795pts | 42.26 711pts | 4.30 702pts | 50.78 600pts | 4:55.97 583pts | 6857 |       |

## Resultado feminino

### 100 metros
| Posição | Atleta                  | Nacionalidade | Tempo | Notas |
| ------- | ----------------------- | ------------- | ----- | ----- |
| 1       | Isidora Jiménez         | Chile         | 11.52 | Q     |
| 2       | Marizol Landázuri       | Equador       | 11.73 | Q     |
| 3       | Yuliana Angulo          | Equador       | 11.88 | Q     |
| 4       | Lexabeth Hidalgo        | Venezuela     | 12.04 |       |
| 5       | María Victoria Woodward | Argentina     | 12.08 |       |
| 6       | Danielle Clark          | Suriname      | 12.39 |       |
| 7       | Gabriela Delgado        | Peru          | 12.58 |       |

| Posição | Atleta                | Nacionalidade | Tempo | Notas     |
| ------- | --------------------- | ------------- | ----- | --------- |
| 1       | Nediam Vargas         | Venezuela     | 11.57 | Q         |
| 2       | Vanusa dos Santos     | Brasil        | 11.60 | Q         |
| 3       | Vitória Cristina Rosa | Brasil        | 11.71 | Q         |
| 4       | Eliecit Palacios      | Colômbia      | 11.81 | q         |
| 5       | Sunayna Wahi          | Suriname      | 12.01 | q         |
| 6       | Yasmin Woodruff       | Panamá        | 12.04 | convidado |
| 6       | Ruth-Cassandra Hunt   | Panamá        | 12.17 |           |
| 7       | Josefina Gutiérrez    | Chile         | 12.28 |           |

| Posição           | Atleta                | Nacionalidade | Tempo | Notas |
| ----------------- | --------------------- | ------------- | ----- | ----- |
| Medalha de ouro   | Nediam Vargas         | Venezuela     | 11.45 |       |
| Medalha de prata  | Isidora Jiménez       | Chile         | 11.51 |       |
| Medalha de bronze | Vanusa dos Santos     | Brasil        | 11.60 |       |
| 4                 | Vitória Cristina Rosa | Brasil        | 11.66 |       |
| 5                 | Eliecit Palacios      | Colômbia      | 11.71 |       |
| 6                 | Sunayna Wahi          | Suriname      | 11.78 |       |
| 7                 | Marizol Landázuri     | Equador       | 11.96 |       |
| 8                 | Yuliana Angulo        | Equador       | FS    |       |

### 200 metros
| Posição | Atleta              | Nacionalidade | Tempo | Notas     |
| ------- | ------------------- | ------------- | ----- | --------- |
| 1       | Nediam Vargas       | Venezuela     | 24.21 | Q         |
| 2       | Geisa Coutinho      | Brasil        | 24.62 | Q         |
| 3       | Sunayna Wahi        | Suriname      | 24.67 | Q         |
| 4       | Yasmin Woodruff     | Panamá        | 24.71 | convidado |
| 4       | Ruth-Cassandra Hunt | Panamá        | 24.93 |           |
| 5       | Gabriela Delgado    | Peru          | 25.67 |           |
| 6       | Paula Goñi          | Chile         | DNS   |           |

| Posição | Atleta                | Nacionalidade | Tempo | Notas |
| ------- | --------------------- | ------------- | ----- | ----- |
| 1       | Nercelis Soto         | Venezuela     | 23.80 | Q     |
| 2       | Isidora Jiménez       | Chile         | 23.91 | Q     |
| 3       | Vitória Cristina Rosa | Brasil        | 24.27 | Q     |
| 4       | Yvette Lewis          | Panamá        | 24.64 | q     |
| 5       | Danielle Clark        | Suriname      | 24.83 | q     |
| 6       | Yenifer Padilla       | Colômbia      | 25.27 |       |
| 7       | Jimena Copara         | Peru          | 25.61 |       |

| Posição           | Atleta                | Nacionalidade | Tempo | Notas |
| ----------------- | --------------------- | ------------- | ----- | ----- |
| Medalha de ouro   | Nercelis Soto         | Venezuela     | 23.15 |       |
| Medalha de prata  | Isidora Jiménez       | Chile         | 23.38 |       |
| Medalha de bronze | Nediam Vargas         | Venezuela     | 23.60 |       |
| 4                 | Vitória Cristina Rosa | Brasil        | 23.66 |       |
| 5                 | Sunayna Wahi          | Suriname      | 24.02 |       |
| 6                 | Danielle Clark        | Suriname      | 24.71 |       |
| 7                 | Geisa Coutinho        | Brasil        | DNS   |       |
| 8                 | Yvette Lewis          | Panamá        | DNS   |       |

### 400 metros
| Posição | Atleta            | Nacionalidade | Tempo | Notas |
| ------- | ----------------- | ------------- | ----- | ----- |
| 1       | Geisa Coutinho    | Brasil        | 53.81 | Q     |
| 2       | Liliane Fernandes | Brasil        | 54.84 | Q     |
| 3       | Maitte Torres     | Peru          | 55.33 | Q     |
| 4       | Paula Goñi        | Chile         | 55.58 | q     |
| 5       | Maryury Valdez    | Venezuela     | 57.06 |       |

| Posição | Atleta                  | Nacionalidade | Tempo | Notas |
| ------- | ----------------------- | ------------- | ----- | ----- |
| 1       | Nercelis Soto           | Venezuela     | 54.99 | Q     |
| 2       | María Fernanda Mackenna | Chile         | 55.13 | Q     |
| 3       | Yenifer Padilla         | Colômbia      | 55.39 | Q     |
| 4       | Jimena Copara           | Peru          | 55.43 | q     |

| Posição           | Atleta                  | Nacionalidade | Tempo | Notas |
| ----------------- | ----------------------- | ------------- | ----- | ----- |
| Medalha de ouro   | Geisa Coutinho          | Brasil        | 53.07 |       |
| Medalha de prata  | Nercelis Soto           | Venezuela     | 54.38 |       |
| Medalha de bronze | Liliane Fernandes       | Brasil        | 54.53 |       |
| 4                 | María Fernanda Mackenna | Chile         | 54.96 |       |
| 5                 | Maitte Torres           | Peru          | 55.22 |       |
| 6                 | Paula Goñi              | Chile         | 55.36 |       |
| 7                 | Jimena Copara           | Peru          | 55.52 |       |
| 8                 | Yenifer Padilla         | Colômbia      | 55.56 |       |

### 800 metros
Final – 14 de junho 9:50h
| Posição           | Atleta                    | Nacionalidade | Tempo   | Notas |
| ----------------- | ------------------------- | ------------- | ------- | ----- |
| Medalha de ouro   | Déborah Rodríguez         | Uruguai       | 2:01.46 |       |
| Medalha de prata  | Flávia de Lima            | Brasil        | 2:02.05 |       |
| Medalha de bronze | Ydanis Navas              | Venezuela     | 2:07.92 |       |
| 4                 | Lorena Sosa               | Uruguai       | 2:09.05 |       |
| 5                 | Mariana Borelli           | Argentina     | 2:09.72 |       |
| 6                 | Andrea Ferris             | Panamá        | 2:10.98 |       |
| 7                 | María Hortensia Caballero | Paraguai      | 2:11.23 |       |
| 8                 | Soledad Torre             | Peru          | 2:12.50 |       |
| 9                 | Eliona Delgado            | Peru          | 2:13.56 |       |

### 1.500 metros
Final – 12 de junho 15:30h
| Posição           | Atleta                    | Nacionalidade | Tempo   | Notas |
| ----------------- | ------------------------- | ------------- | ------- | ----- |
| Medalha de ouro   | Muriel Coneo              | Colômbia      | 4:10.14 |       |
| Medalha de prata  | Flávia de Lima            | Brasil        | 4:13.58 |       |
| Medalha de bronze | Pia Fernández             | Uruguai       | 4:19.37 |       |
| 4                 | María Osorio              | Venezuela     | 4:27.42 |       |
| 5                 | María Hortensia Caballero | Paraguai      | 4:29.74 |       |
| 6                 | Eliona Delgado            | Peru          | 4:32.60 |       |
| 7                 | Soledad Torre             | Peru          | 4:34.77 |       |

### 5.000 metros
Final – 14 de junho 10:15h
| Posição           | Atleta                      | Nacionalidade | Tempo    | Notas     |
| ----------------- | --------------------------- | ------------- | -------- | --------- |
| Medalha de ouro   | María Pastuña               | Equador       | 15:49.33 |           |
| Medalha de prata  | Tatiele Roberta de Carvalho | Brasil        | 15:50.62 |           |
| Medalha de bronze | Carolina Tabares            | Colômbia      | 15:59.28 |           |
| 4                 | Nadia Rodríguez             | Argentina     | 16:37.33 |           |
| 5                 | Giselle Álvarez             | Chile         | 16:43.79 |           |
| 6                 | María Paredes               | Equador       | 16:45.39 | convidado |
| 6                 | Jéssica Paguay              | Equador       | 16:54.16 |           |
| 7                 | Karina Villazana            | Peru          | 16:57.88 |           |
| 8                 | Mirena Goncalvez            | Venezuela     | 17:02.60 |           |
| 9                 | Irma Vila                   | Bolívia       | 17:03.30 |           |
| 10                | Gabriela Alfonso            | Venezuela     | 17:10.41 |           |
| 11                | Wilma Arizapana             | Peru          | DNS      |           |
| 12                | Érika Olivera               | Chile         | DNS      |           |

### 10.000 metros
Final – 12 de junho 19:15h
| Posição           | Atleta                      | Nacionalidade | Tempo    | Notas     |
| ----------------- | --------------------------- | ------------- | -------- | --------- |
| Medalha de ouro   | Inés Melchor                | Peru          | 32:28.87 |           |
| Medalha de prata  | María Pastuña               | Equador       | 32:51.33 |           |
| Medalha de bronze | Wilma Arizapana             | Peru          | 33:01.15 |           |
| 4                 | Carolina Tabares            | Colômbia      | 33:12.72 |           |
| 5                 | Rosa Godoy                  | Argentina     | 33:24.71 |           |
| 6                 | Angie Orjuela               | Colômbia      | 33:30.13 |           |
| 7                 | Carmen Patrícia Martínez    | Paraguai      | 34:37.75 |           |
| 8                 | María Paredes               | Equador       | 34:57.88 | convidado |
| 8                 | Jéssica Paguay              | Equador       | 35:07.78 |           |
| 9                 | Giselle Álvarez             | Chile         | 35:27.13 |           |
| 10                | Érika Olivera               | Chile         | 36:14.96 |           |
| 11                | Mirena Goncalvez            | Venezuela     | 37:08.70 |           |
| 12                | Gabriela Alfonso            | Venezuela     | DNF      |           |
| 13                | Tatiele Roberta de Carvalho | Brasil        | DNF      |           |

### 100 metros barreiras
Final – 12 de junho 16:40h - Vento: -2.2 m/s
| Posição           | Atleta                  | Nacionalidade | Tempo | Notas |
| ----------------- | ----------------------- | ------------- | ----- | ----- |
| Medalha de ouro   | Yvette Lewis            | Panamá        | 13.31 |       |
| Medalha de prata  | Briggite Merlano        | Colômbia      | 13.43 |       |
| Medalha de bronze | Adelly Santos           | Brasil        | 13.53 |       |
| 4                 | Génesis Romero          | Venezuela     | 13.85 |       |
| 5                 | Diana Bazalar           | Peru          | 13.91 |       |
| 6                 | María Ignacia Eguiguren | Chile         | 14.21 |       |
| 7                 | Maribel Vanesa Caicedo  | Equador       | 14.58 |       |
| 8                 | Romina Montes           | Peru          | 15.37 |       |

### 400 metros barreiras
Final – 13 de junho 15:30h
| Posição           | Atleta            | Nacionalidade | Tempo | Notas |
| ----------------- | ----------------- | ------------- | ----- | ----- |
| Medalha de ouro   | Déborah Rodríguez | Uruguai       | 56.33 |       |
| Medalha de prata  | Magdalena Mendoza | Venezuela     | 56.65 |       |
| Medalha de bronze | Liliane Fernandes | Brasil        | 58.44 |       |
| 4                 | Jailma de Lima    | Brasil        | 58.58 |       |
| 5                 | Yadira Moreno     | Colômbia      | 59.72 |       |
| 6                 | Javiera Errázuriz | Chile         | 61.37 |       |
| 7                 | Maitte Torres     | Peru          | 61.47 |       |
| 8                 | Claudia Meneses   | Peru          | 62.75 |       |

### 3.000 metros com obstáculos
Final – 14 de junho 11:50h
| Posição           | Atleta                  | Nacionalidade | Tempo   | Notas |
| ----------------- | ----------------------- | ------------- | ------- | ----- |
| Medalha de ouro   | Muriel Coneo            | Colômbia      | 9:53.1  |       |
| Medalha de prata  | Tatiane Raquel da Silva | Brasil        | 9:56.8  |       |
| Medalha de bronze | Belén Casetta           | Argentina     | 9:57.1  |       |
| 4                 | Ángela Figueroa         | Colômbia      | 10:01.3 |       |
| 5                 | Jovana de la Cruz       | Peru          | 10:14.9 |       |
| 6                 | María Osorio            | Venezuela     | 10:56.3 |       |
| 7                 | Cinthya Páucar          | Peru          | DNF     |       |

### Revezamento 4x100 m
Final – 13 de junho 18:20h
| Posição           | Nacionalidade | Atletas                                                               | Tempo | Notas |
| ----------------- | ------------- | --------------------------------------------------------------------- | ----- | ----- |
| Medalha de ouro   | Venezuela     | Lexabeth Hidalgo Magdalena Mendoza Nediam Vargas Nercelis Soto        | 44.28 |       |
| Medalha de prata  | Brasil        | Vanusa dos Santos Bruna Farias Vitória Cristina Rosa Adelly Santos    | 44.43 |       |
| Medalha de bronze | Chile         | Josefina Gutiérrez Isidora Jiménez María Fernanda Mackenna Paula Goñi | 44.83 |       |
| 4                 | Equador       | Yuliana Angulo Marizol Landázuri Viviana de la Cruz Kenya Quiñónez    | 45.33 |       |
| 5                 | Peru          | Diana Bazalar Maitte Torres Paola Mautino Gabriela Delgado            | 46.71 |       |

### Revezamento 4x400 m
Final – 14 de junho 12:50h
| Posição           | Nacionalidade | Atletas                                                              | Tempo   | Notas |
| ----------------- | ------------- | -------------------------------------------------------------------- | ------- | ----- |
| Medalha de ouro   | Brasil        | Vanusa dos Santos Liliane Fernandes Joelma Sousa Jailma de Lima      | 3:34.51 |       |
| Medalha de prata  | Venezuela     | Nercelis Soto Magdalena Mendoza Maryury Valdez Ydanis Navas          | 3:37.05 |       |
| Medalha de bronze | Chile         | Paula Goñi Carmen Mansilla Javiera Errázuriz María Fernanda Mackenna | 3:40.56 |       |
| 4                 | Argentina     | María Ayelén Diogo Valeria Baron Juliana Menéndez Noelia Martínez    | 3:41.01 |       |
| 5                 | Peru          | Deysi Parra Claudia Meneses Jimena Copara Maitte Torres              | 3:44.44 |       |

### 20 km marcha atlética
Final – 13 de junho 7:00h
| Posição           | Atleta             | Nacionalidade | Tempo     | Notas |
| ----------------- | ------------------ | ------------- | --------- | ----- |
| Medalha de ouro   | Lorena Arenas      | Colômbia      | 1:31:02.3 |       |
| Medalha de prata  | Ingrid Hernández   | Colômbia      | 1:36:42.1 |       |
| Medalha de bronze | Ángela Castro      | Bolívia       | 1:41:38.3 |       |
| 4                 | Gisselle Rodríguez | Panamá        | 1:54:07.9 |       |
| 5                 | Érica de Sena      | Brasil        | DSQ       |       |
| 6                 | Kimberly García    | Peru          | DSQ       |       |
| 7                 | Jéssica Hancco     | Peru          | DSQ       |       |

### Salto em altura
Final – 14 de junho 10:45h
| Posição           | Atleta                | Nacionalidade | Tentativa | Tentativa | Tentativa | Tentativa | Tentativa | Tentativa | Tentativa | Tentativa | Resultado | Notas |
| Posição           | Atleta                | Nacionalidade | 1.60      | 1.65      | 1.70      | 1.73      | 1.76      | 1.79      | 1.82      | 1.85      | Resultado | Notas |
| ----------------- | --------------------- | ------------- | --------- | --------- | --------- | --------- | --------- | --------- | --------- | --------- | --------- | ----- |
| Medalha de ouro   | Ana Paula de Oliveira | Brasil        | –         | –         | –         | o         | xo        | o         | o         | xxx       | 1.82      |       |
| Medalha de prata  | Candy Toche           | Peru          | –         | xo        | o         | o         | o         | xxx       |           |           | 1.76      |       |
| Medalha de bronze | Betsabé Páez          | Argentina     | –         | –         | xo        | o         | xo        | xxx       |           |           | 1.76      |       |
| 4                 | Nulfa Palacios        | Colômbia      | o         | o         | o         | xxo       | xxx       |           |           |           | 1.73      |       |
| 5                 | Lorena Aires          | Uruguai       | –         | o         | xo        | xxo       | xxx       |           |           |           | 1.73      |       |

### Salto com vara
Final – 13 de junho 14:30h
| Posição           | Atleta               | Nacionalidade | Tentativa | Tentativa | Tentativa | Tentativa | Tentativa | Tentativa | Tentativa | Tentativa | Tentativa | Tentativa | Tentativa | Resultado | Notas |
| Posição           | Atleta               | Nacionalidade | 3.40      | 3.50      | 3.60      | 3.70      | 3.80      | 3.90      | 4.00      | 4.10      | 4.20      | 4.35      | 4.50      | Resultado | Notas |
| ----------------- | -------------------- | ------------- | --------- | --------- | --------- | --------- | --------- | --------- | --------- | --------- | --------- | --------- | --------- | --------- | ----- |
| Medalha de ouro   | Robeilys Peinado     | Venezuela     | -         | -         | -         | -         | -         | -         | -         | o         | o         | xo        | xxx       | 4.35      |       |
| Medalha de prata  | Valeria Chiaraviglio | Argentina     | -         | -         | -         | -         | -         | xo        | o         | o         | xxx       |           |           | 4.10      |       |
| Medalha de bronze | Karla Rosa da Silva  | Brasil        | -         | -         | -         | -         | -         | -         | xxo       | xo        | xx        |           |           | 4.10      |       |
| 4                 | Victoria Fernández   | Chile         | xo        | -         | o         | xo        | xx        |           |           |           |           |           |           | 3.70      |       |
| 5                 | Jéssica Fu           | Peru          | -         | xo        | o         | xx        |           |           |           |           |           |           |           | 3.60      |       |

### Salto em comprimento
Final – 13 de junho 11:15h
| Posição           | Atleta              | Nacionalidade | Tentativa | Tentativa | Tentativa | Tentativa | Tentativa | Tentativa | Resultado | Notas |
| Posição           | Atleta              | Nacionalidade | 1         | 2         | 3         | 4         | 5         | 6         | Resultado | Notas |
| ----------------- | ------------------- | ------------- | --------- | --------- | --------- | --------- | --------- | --------- | --------- | ----- |
| Medalha de ouro   | Paola Mautino       | Peru          | 6.24      | 6.29      | 6.52      | 6.48      | 6.36      | x         | 6.52      |       |
| Medalha de prata  | Tânia da Silva      | Brasil        | 6.03      | 6.10      | 6.23      | 6.26      | 6.02      | 6.37      | 6.37      |       |
| Medalha de bronze | Yuliana Angulo      | Equador       | 5.98      | x         | 6.00      | 3.85      | x         | 6.25      | 6.25      |       |
| 4                 | Yulimar Rojas       | Venezuela     | 6.20      | 6.04      | 5.95      | 4.71      | 6.16      | 5.84      | 6.20      |       |
| 5                 | Macarena Reyes      | Chile         | 6.01      | 6.10      | x         | x         | 6.08      | 6.15      | 6.15      |       |
| 6                 | Génesis Romero      | Venezuela     | 5.72      | 5.93      | 5.57      | 5.67      | 5.77      | 5.66      | 5.93      |       |
| 7                 | Adriana Chila       | Equador       | 5.58      | 5.67      | 5.70      | 5.58      | 5.45      | 5.53      | 5.70      |       |
| 8                 | Nairobi de la Torre | Peru          | x         | 4.28      | 5.63      | x         | x         | x         | 5.63      |       |
|                   |                     |               |           |           |           |           |           |           |           |       |
| 9                 | Nathaly Aranda      | Panamá        | 5.33      | 5.29      | 5.25      |           |           |           | 5.33      |       |

### Salto triplo
Final – 12 de junho 16:30h
| Posição           | Atleta            | Nacionalidade | Tentativa | Tentativa | Tentativa | Tentativa | Tentativa | Tentativa | Resultado | Notas |
| Posição           | Atleta            | Nacionalidade | 1         | 2         | 3         | 4         | 5         | 6         | Resultado | Notas |
| ----------------- | ----------------- | ------------- | --------- | --------- | --------- | --------- | --------- | --------- | --------- | ----- |
| Medalha de ouro   | Yulimar Rojas     | Venezuela     | 13.51     | 13.56     | 13.88     | 13.97     | 14.05     | 14.14     | 14.14     |       |
| Medalha de prata  | Tânia da Silva    | Brasil        | 13.56     | 13.60     | -         | 13.56     | 13.44     | -         | 13.60     |       |
| Medalha de bronze | Giselly Landázury | Colômbia      | 12.96     | 13.23     | x         | 13.35     | x         | 13.24     | 13.35     |       |
| 4                 | Mirian Reyes      | Peru          | 13.02     | 13.01     | x         | x         | x         | x         | 13.02     |       |
| 5                 | Adriana Chila     | Equador       | 12.43     | 12.59     | 12.76     | 12.58     | 11.65     | x         | 12.76     |       |
| 6                 | Valeria Quispe    | Bolívia       | 12.56     | x         | x         | x         | x         | x         | 12.56     |       |

### Arremesso de peso
Final – 14 de junho 9:30h
| Posição           | Atleta           | Nacionalidade | Tentativa | Tentativa | Tentativa | Tentativa | Tentativa | Tentativa | Resultado | Notas |
| Posição           | Atleta           | Nacionalidade | 1         | 2         | 3         | 4         | 5         | 6         | Resultado | Notas |
| ----------------- | ---------------- | ------------- | --------- | --------- | --------- | --------- | --------- | --------- | --------- | ----- |
| Medalha de ouro   | Geisa Arcanjo    | Brasil        | 17.24     | 17.76     | 17.39     | 17.50     | 17.35     | x         | 17.76     |       |
| Medalha de prata  | Natalia Ducó     | Chile         | 17.05     | 17.17     | x         | 17.14     | 17.15     | 17.56     | 17.56     |       |
| Medalha de bronze | Ahymará Espinoza | Venezuela     | 16.30     | 17.15     | 17.25     | 17.07     | x         | x         | 17.25     |       |
| 4                 | Sandra Lemos     | Colômbia      | 15.98     | 16.55     | 17.01     | 16.28     | 16.62     | x         | 17.01     |       |
| 5                 | Ivanna Gallardo  | Chile         | 15.86     | 16.62     | x         | x         | x         | x         | 16.62     |       |
| 6                 | Anyela Rivas     | Colômbia      | 15.97     | 16.15     | 16.24     | 16.02     | x         | 16.04     | 16.24     |       |
| 7                 | Grace Conley     | Bolívia       | 13.74     | x         | 13.36     | 13.88     | 13.08     | 13.76     | 13.88     |       |
| 8                 | Rosa Rodríguez   | Venezuela     | 11.92     | 13.66     | -         | -         | -         | -         | 13.66     |       |

### Lançamento de disco
Final – 13 de junho 14:30h
| Posição           | Atleta                  | Nacionalidade | Tentativa | Tentativa | Tentativa | Tentativa | Tentativa | Tentativa | Resultado | Notas |
| Posição           | Atleta                  | Nacionalidade | 1         | 2         | 3         | 4         | 5         | 6         | Resultado | Notas |
| ----------------- | ----------------------- | ------------- | --------- | --------- | --------- | --------- | --------- | --------- | --------- | ----- |
| Medalha de ouro   | Andressa de Morais      | Brasil        | x         | 59.82     | x         | 56.78     | 61.15     | 58.74     | 61.15     |       |
| Medalha de prata  | Fernanda Borges Martins | Brasil        | 56.79     | x         | x         | 58.22     | 56.17     | x         | 58.22     |       |
| Medalha de bronze | Rocío Comba             | Argentina     | 55.21     | x         | 56.33     | 57.15     | 56.90     | x         | 57.15     |       |
| 4                 | Karen Gallardo          | Chile         | 55.12     | 56.90     | 55.03     | 56.72     | x         | 54.42     | 56.90     |       |
| 5                 | Ivanna Gallardo         | Chile         | 50.86     | x         | 53.43     | x         | x         | x         | 53.43     |       |
| 6                 | Aixa Middleton          | Panamá        | x         | x         | x         | 48.19     | x         | 50.70     | 50.70     |       |
| 7                 | Elizabeth Álvarez       | Venezuela     | 45.05     | 45.92     | 47.92     | 48.60     | 48.82     | x         | 48.82     |       |

### Lançamento de martelo
Final – 13 de junho 11:20h
| Posição           | Atleta               | Nacionalidade | Tentativa | Tentativa | Tentativa | Tentativa | Tentativa | Tentativa | Resultado | Notas |
| Posição           | Atleta               | Nacionalidade | 1         | 2         | 3         | 4         | 5         | 6         | Resultado | Notas |
| ----------------- | -------------------- | ------------- | --------- | --------- | --------- | --------- | --------- | --------- | --------- | ----- |
| Medalha de ouro   | Rosa Rodríguez       | Venezuela     | x         | x         | 70.19     | 71.66     | 61.23     | 69.72     | 71.66     |       |
| Medalha de prata  | Eli Johana Moreno    | Colômbia      | x         | 65.60     | 65.68     | 65.27     | 66.05     | x         | 66.05     |       |
| Medalha de bronze | Jennifer Dahlgren    | Argentina     | 63.35     | x         | 64.76     | x         | 64.65     | x         | 64.76     |       |
| 4                 | Carla Michel         | Brasil        | 57.64     | 62.28     | 60.42     | x         | 61.16     | 63.24     | 63.24     |       |
| 5                 | Valeria Chuiliquinga | Equador       | 55.07     | 55.90     | 60.91     | 61.30     | 57.77     | x         | 61.30     |       |
| 6                 | Zuleima Mina         | Equador       | 59.00     | 57.78     | 57.55     | 59.10     | 59.43     | 59.52     | 59.52     |       |
| 7                 | Marcela Solano       | Chile         | 58.95     | 57.45     | 59.06     | 58.62     | 58.39     | 58.28     | 59.06     |       |
| 8                 | Eudelia Enríquez     | Peru          | 54.32     | 55.11     | 53.88     | 50.93     | 53.87     | 53.09     | 55.11     |       |
|                   |                      |               |           |           |           |           |           |           |           |       |
| 9                 | Ana María Vásquez    | Peru          | x         | 46.44     | 49.37     |           |           |           | 49.37     |       |

### Lançamento de dardo
Final – 14 de junho 11:40h
| Posição           | Atleta           | Nacionalidade | Tentativa | Tentativa | Tentativa | Tentativa | Tentativa | Tentativa | Resultado | Notas |
| Posição           | Atleta           | Nacionalidade | 1         | 2         | 3         | 4         | 5         | 6         | Resultado | Notas |
| ----------------- | ---------------- | ------------- | --------- | --------- | --------- | --------- | --------- | --------- | --------- | ----- |
| Medalha de ouro   | Jucilene de Lima | Brasil        | 56.73     | 57.23     | 60.16     | 56.80     | 58.51     | x         | 60.16     |       |
| Medalha de prata  | Flor Denis Ruíz  | Colômbia      | 56.55     | 54.00     | 55.20     | 59.38     | 59.86     | 56.87     | 59.86     |       |
| Medalha de bronze | María Paz Ríos   | Chile         | 49.79     | x         | 50.61     | 51.12     | x         | x         | 51.12     |       |
| 4                 | Laura Paredes    | Paraguai      | 50.80     | 45.58     | 48.80     | 49.91     | 48.78     | 49.76     | 50.80     |       |
| 5                 | Estefanny Chacón | Venezuela     | x         | 47.57     | 50.32     | x         | 49.46     | 48.43     | 50.32     |       |
| 6                 | Denisse Vargas   | Equador       | 44.11     | x         | 48.04     | 46.08     | 46.72     | 47.38     | 48.04     |       |
| 7                 | Nadia Requeña    | Peru          | 46.22     | 46.49     | 46.56     | x         | 44.07     | 43.51     | 46.56     |       |

### Heptatlo
Final – 14 de junho 11:30h
| Colocação         | Atleta                     | Nacionalidade | 100 m C/B           | SA          | AP           | 200 m            | SD                | LD           | 800 m          | Total | Notas |
| ----------------- | -------------------------- | ------------- | ------------------- | ----------- | ------------ | ---------------- | ----------------- | ------------ | -------------- | ----- | ----- |
| Medalha de ouro   | Evelis Aguilar             | Colômbia      | 14.55 (-1.3) 902pts | 1.64 783pts | 12.65 704pts | 24.13 (0) 968pts | 6.21 (0.0) 915pts | 40.63 679pts | 2:10.94 951pts | 5902  |       |
| Medalha de prata  | Guillercy Gonzales         | Venezuela     | 14.92 (-1.3) 852pts | 1.70 855pts | 13.23 743pts | 26.18 (0) 781pts | 5.70 (0.6) 759pts | 43.24 730pts | 2:27.53 724pts | 5444  |       |
| Medalha de bronze | Giovana Aparecida Cavaleti | Brasil        | 14.41 (-1.3) 921pts | 1.67 818pts | 12.20 674pts | 24.91 (0) 895pts | 5.80 (0.0) 789pts | 32.78 529pts | 2:21.73 800pts | 5426  |       |
| 4                 | Agustina Zerboni           | Argentina     | 14.20 (-1.3) 950pts | 1.55 678pts | 13.15 737pts | 25.71 (0) 823pts | 5.45 (0.0) 686pts | 40.59 679pts | 2:18.64 842pts | 5395  |       |
| 5                 | Ana Camila Pirelli         | Paraguai      | 14.20 (-1.3) 950pts | 1.58 712pts | 12.90 721pts | 25.50 (0) 841pts | 5.00 (0.0) 559pts | 44.64 757pts | 2:20.04 823pts | 5363  |       |
| 6                 | Javiera Brahm              | Chile         | 14.78 (-1.3) 871pts | 1.55 678pts | 10.50 562pts | 25.60 (0) 833pts | 5.32 (0.0) 648pts | 26.13 404pts | 2:25.39 752pts | 4748  |       |
| 7                 | Weinie Castillo            | Equador       | 14.54 (-1.3) 903pts | 1.55 678pts | 10.80 582pts | 26.03 (0) 795pts | 5.15 (0.0) 601pts | 29.72 471pts | 2:41.15 560pts | 4590  |       |
| 8                 | Ana Laura Leite            | Uruguai       | 15.69 (-1.3) 753pts | 1.43 544pts | 9.91 524pts  | 26.71 (0) 736pts | 5.23 (0.0) 623pts | 31.66 508pts | 2:27.65 723pts | 4411  |       |
| 9                 | Carolina Castillo          | Chile         | 14.95 (-1.3) 848pts | 1.52 644pts | 10.52 564pts | 26.64 (0) 742pts | 5.13 (0.0) 595pts |              |                | 3393  |       |
| 10                | Melissa Arana              | Peru          | 15.81 (-1.3) 738pts | 1.58 712pts | 9.92 524pts  |                  |                   |              |                | 1974  |       |

Legenda
| Recorde mundial       | Recorde mundial (World record)               |                       | Recorde africano                      | Recorde africano (African) |                                           | Q | Classificado por posição (Qualified) |
| Recorde do campeonato | Recorde do campeonato (Championship record)  | Recorde da América    | Recorde da América (Americas)         | q                          | Classificado por melhor tempo (Qualified) |   |                                      |
| Melhor marca do ano   | Melhor marca do ano (World leading)          | Recorde asiático      | Recorde asiático (Asian)              | DNS                        | Não largou (Did not start)                |   |                                      |
| Recorde nacional      | Recorde nacional (National record)           | Recorde europeu       | Recorde europeu (European)            | DNF                        | Não terminou (Did not finish)             |   |                                      |
| Recorde pessoal       | Recorde pessoal do atleta (Personal best)    | Recorde da Oceania    | Recorde da Oceania (Oceania)          | DSQ / DQ                   | Desclassificado (Disqualified)            |   |                                      |
| Recorde da temporada  | Recorde da temporada do atleta (Season best) | Recorde sul-americano | Recorde sul-americano (South America) | NM                         | Sem marca (No mark)                       |   |                                      |